# Cafés Torrié
A Torrié é uma marca de cafés portuguesa, pertencente à JMV - José Maria Vieira, S.A., sediada em Rio Tinto, no distrito do Porto, tendo surgido na década de 1980.
A atividade da JMV - José Maria Vieira, S.A. centra-se, essencialmente, na distribuição de bebidas e na torrefacção e comercialização de café, estando disponível em todo o território nacional, incluindo as ilhas.
A Torrié está presente em diversos segmentos de mercado, nos Canais Doméstico, Horeca, Office e Vending.
É uma marca patrocinadora de eventos nacionais como o Estoril Open (café oficial), Rallye Torrié (1ª prova do campeonato nacional), provas de BTT, Windsurf, entre outras. 

## Prémios
Superior Taste Award 2010, concedido pelo Instituto Internacional do Sabor & Qualidade, de Bruxelas, ao café Torrié Expresso Pastilhas por seu sabor superior.